# Elegante Neuguinea-Wasserratte
Die Elegante Neuguinea-Wasserratte (Leptomys elegans) ist ein Nagetier in der Unterfamilie der Altweltmäuse, das im Osten Neuguineas vorkommt.
Der Artzusatz im wissenschaftlichen Namen ist das lateinische Wort elegans (elegant).

## Merkmale
Ausgewachsene Exemplare erreichen eine Kopf-Rumpf-Länge von 142 bis 194 mm, eine Schwanzlänge von 125 bis 164 mm und ein Gewicht von 66 bis 120 g. Die Länge der Hinterfüße beträgt 36 bis 43 mm und die Ohren sind 18 bis 26 mm lang. Das dichte und im Verhältnis zu anderen Gattungsmitgliedern längere Fell hat eine gelbbraune bis orangebraun Farbe mit grauer Tönung. Weit verstreute Deckhaare besitzen schwarze Spitzen. Es besteht eine deutliche Grenze zur cremefarbenen bis weißen Unterseite. Der Kopf ist durch eine lange und schmale Schnauze sowie durch lange Vibrissen gekennzeichnet. Eine dunkle Augenmaske fehlt. Diese Wasserratte hat lange und schmale Hinterfüße sowie Klauen an allen Fingern und Zehen. Der schmale Schwanz ist mit Schuppen bedeckt, wobei an jeder Schuppe drei kurze Haare vorhanden sind. Die oberen Schneidezähne haben oranges Zahnschmelz, während die unteren Schneidezähne gelb sind. Es kommen zwei Zitzen im Leistenbereich vor.

## Verbreitung
Die Art lebt in Gebirgen im mittleren und östlichen Papua-Neuguinea. Sie hält sich in Regionen auf, die 400 bis 1600 Meter über dem Meer liegen. Die Elegante Neuguinea-Wasserratte lebt in tropischen Regenwäldern. Sie meidet Bereiche mit dichtem Unterwuchs aus Gräsern und Büschen, die nach Waldrodungen entstanden sind.

## Lebensweise
Dieses Nagetier ist nachtaktiv und die Exemplare leben vorwiegend einzelgängerisch. Die Art ernährt sich soweit bekannt ausschließlich von Kleintieren. Im Magen einiger Individuen wurden Reste von Insekten registriert. Bei eingefangenen Exemplaren hatten die Fallen Fleisch und Käferlarven als Köder. Ein in Gefangenschaft gehaltenes Tier erbeutete Grashüpfer und Fangschrecken, die sich gleichzeitig im Käfig befanden. Bei vier trächtigen Weibchen betrug die durchschnittliche Anzahl der Embryos 1,7. Aufgrund von nur zwei vorhandenen Zitzen wird angenommen, dass nicht mehr als zwei Nachkommen pro Wurf geboren werden.

## Bedrohung
Die Elegante Neuguinea-Wasserratte wird von den Bewohnern Papua-Neuguineas gejagt, was vermutlich keine dramatischen Auswirkungen auf die Gesamtpopulation hat. Die Art wird von der IUCN als „nicht gefährdet“ (least concern) gelistet.